# Aeroportul Burketown
Aeroportul Burketown (IATA: BUC, ICAO: YBKT) este un aeroport din Queensland, Australia.
Situat la o altitudine de 6 m, aeroportul dispune de o singură pistă. Este operat de Shire of Burke⁠(d).